# Chiesa di Sant'Andrea (Torralba)
La chiesa di Sant'Andrea è un edificio religioso situato a Torralba, centro abitato della Sardegna nord-occidentale. Consacrata al culto cattolico, fa parte della parrocchia di San Pietro, arcidiocesi di Sassari.
Piccolo edificio situato su un pianoro alla periferia dell'abitato, realizzato in epoca medievale con conci irregolari di pietra vulcanica. Tra l'XI e il XII secolo venne aggiunto un altro corpo utilizzando pietra calcare che, con la parte più antica, crea un originale contrasto.